# Viedma (volcan)
Pour les articles homonymes, voir Viedma (homonymie).
Le Viedma est un volcan sous-glaciaire actif situé en Argentine et au Chili. Il se trouve sous le glacier Viedma non loin du lac Viedma, en province patagonienne de Santa Cruz.
Sa dernière éruption en 1988 dépose des cendres à la surface des glaciers de Patagonie et produit un flot de boue qui se déverse dans le lac Viedma.